# HD 143361 b
HD 143361 b – planeta pozasłoneczna typu gazowy olbrzym odkryta w 2008. Orbituje wokół gwiazdy HD 143361 położonej w gwiazdozbiorze Węgielnicy, oddalonej o ponad 59 parseków od Ziemi.